# فرودگاه بین‌المللی پوهنپئی
فرودگاه بین‌المللی پوهنپئی با کد انجمن بین‌المللی حمل‌ونقل هوایی (یاتا) PNI و کد فرودگاهی ایکائو PTPN یک فرودگاه در جزیره کوچک دِکِتیک قرار دارد و با گذرگاه دِکِتیک به کولونیا است.
این فرودگاه در پوهنپئی، ایالت پوهنپئی، ایالات فدرال میکرونزی قرار دارد.

## شرکت‌های هواپیمایی و مقصدها
مانند بسیاری از فرودگاه‌های این منطقه، به دلیل جمعیت و گردشگری کم، خدمات هوایی بازرگانی، محدود است. هم‌اکنون، تنها خدمات مسافربری منظم از سوی یونایتد ایرلاینز (و کنتیننتال میکرونزی در گذشته) با نام «آیلَند هُپِر» انجام می‌شود. این شرکت هواپیمایی با بوئینگ ۷۳۷-۸۰۰ به صورت رفت و برگشت، سه بار در هفته بین پوناپی-گوآم و پوهنپئی-هونولولو و یک بار در هفته بین گوام-چوک-پوهنپئی پرواز می‌کند.
| شرکت‌های هواپیمایی  | مقصدهای پروازی |
| ------------------ | --- |
| ایر نیوگینی        | فرودگاه بین‌المللی چوک، فرودگاه بین‌المللی جکسنز |
| کارولین آیلندز ایر | چارتر هوایی: فرودگاه بین‌المللی چوک، فرودگاه صحرایی انویوتاک اگزیلیری، پروازگاه کاپینامارانگی، فرودگاه بین‌المللی کوسرای، پروازگاه موآکیلوآ، نوکوئورو، میدان هوایی پینگلاپ، میدان هوایی ساپووآفیک، میدان هوایی جزایر مورتلوک، میدان هوایی ولئی، فرودگاه بین‌المللی یپ |
| اور ایرلاین        | فرودگاه بین‌المللی چوک، فرودگاه بین‌المللی اس جزیره مارشال، فرودگاه بین‌المللی نائورو، فرودگاه بین‌المللی بونریکی |
| یونایتد ایرلاینز   | فرودگاه بین‌المللی چوک، فرودگاه بین‌المللی انتونیو بی وان پت، فرودگاه بین‌المللی هونولولو، فرودگاه بین‌المللی کوسرای، فرودگاه صحرایی ارتشی بوچولز، فرودگاه بین‌المللی اس جزیره مارشال                                                                                   |

به غیر از خدمات مسافربری، اژیا پسفیک ایرلاینز (ایالات متحده آمریکا) محموله و نامه نیز از این فرودگاه جابجا می‌کند.